# Geelbefjufferduif
De geelbefjufferduif (Ptilinopus solomonensis) is een vogel uit de familie Columbidae (duiven). 

## Verspreiding en leefgebied
Deze soort komt voor in de Bismarck-archipel en de Salomonseilanden en telt acht ondersoorten:
- P. s. johannis: noordwestelijke en noordcentrale Bismarck-archipel.
- P. s. meyeri: zuidoostelijke Bismarck-archipel.
- P. s. neumanni: Nissan (ten noordoosten van de Bismarck-archipel).
- P. s. bistictus: noordelijke Salomonseilanden.
- P. s. ocularis: Guadalcanal.
- P. s. vulcanorum: centrale Salomonseilanden.
- P. s. ambiguus: Malaita (oostelijke Salomonseilanden).
- P. s. solomonensis: Makira (zuidoostelijke Salomonseilanden).